# Кириллов, Иван Илларионович
Иван Илларионович Кириллов (24 декабря 1922 — 31 января 2013) — участник Великой Отечественной войны, механик-водитель танка, старший сержант 93-го отдельной мотоциклетного батальона (11-й танковый корпус, конно-механическая группа, 1-й Белорусский фронт). Кавалер 3-х орденов Славы.

## Биография
Родился 24 декабря 1922 года на хуторе Горско-Роговской (ныне Гдовского района Псковской области) в семье крестьянина. Русский.
Окончил 7 классов и курсы трактористов.
В 1934 г. Вместе с родителями переехал в совхоз № 4 Омского района Омской области (переименован Ульяновский (1940—1962), ныне Омский район, Омской области).
Работал трактористом в совхозе.
Весной 1941 года был призван на действительную военную службу. Перед отправкой полка на фронт всем трактористам и водителям автомобилей приказали выйти из строя.
Сержант Кириллов, получивший в 1940 году специальность тракториста, сделал вместе с другими десять шагов вперед. Всех механизаторов отправили в танковое учебное подразделение. Им приходилось заниматься по 12 часов в сутки.
Через четыре месяца механик-водитель старший сержант Иван Кириллов получил на одном из уральских заводов новый танк Т-34.
На фронтах Великой Отечественной войны с мая 1944 г. Воевал Механиком-водителем танка Т-34,93-го отдельной мотоциклетного батальона (11-й танковый корпус, конно-механическая группа, 1-й Белорусский фронт) в звании старший сержант.
31 июля 1944 года Старший сержант И. И. Кириллов, в составе экипажа ворвался в г. Седлец (ныне Седльце, Польша), подбил танк и гусеницами раздавил орудие. 30 октября 1944 г. награждён орденом Славы 3 степени.
31 января 1945 года Старший сержант И. И. Кириллов, в составе того же батальона, корпуса (69-я армия, 1-й Белорус. фронт) в бою за нас. пункт Кальцих (в 3 км сев.-зап. г. Цюллихау, ныне Сулехув, Польша) одним из первых атаковал противника, уничтожил несколько немецких солдат, остальных обратил в бегство. 18 марта 1945 г. награждён орденом Славы 2 степени
24—29 апреля 1945 года Старший сержант И. И. Кириллов, в составе экипажа на восточной окраине Берлина (Германия) уничтожил 2 танка, несколько пушек и множество немецких солдат.
Участник Парада Победы на Красной площади в Москве 24 июня 1945 и Парада на Красной площади в Москве 09 мая 1985 в ознаменование 40-летия Победы в Великой Отечественной войне.
Во время одного из боев, командир взвода был тяжело ранен, И. И. Кириллов вынес его в безопасное место. 15 мая 1946 г. награждён орденом Славы 1 степени
В декабре 1946 г. Иван Илларионович Кириллов демобилизован в звании старшина.
В послевоенные годы И. И. Кириллов проживал в г. Омск.
В 1954 году окончил Омский сельскохозяйственный техникум.
Работал начальником тепличного цеха Омского теплично-парникового комбината.
Похоронен на Ново-Южном кладбище.

## Награды
- Орден Ленина
- Орден Отечественной войны 1-й степени
- Орден Красной Звезды — «За пленение большой группы немецких солдат и офицеров и успешные действия в разведке»